# Смоковско езеро
Смоковското езеро (на гръцки: Λίμνη Σμοκόβου) е язовир на територията на Източна Аграфа, Гърция. 
Язовирът са намира под едноименното село Смоково, прекръстено на Лутропиги в 1927 година и известно с единствените си минерални извори и бани в района още от 1662 г. Термите са ползвани още в древността. Над язовира е изграден СПА център. Водите му се използват за напояване на плодородната Тесалийска равнина.
На 22 октомври 2005 г. на язовира е въведена в експлоатация ВЕЦ.